# BB 1600
Pour un article plus général, voir BB Midi.
Les BB 1600 sont une série de cinquante anciennes locomotives électriques de la Compagnie du Midi, fonctionnant sous courant continu à la tension de 1,5 kV.
Elles constituent la première génération de BB Midi, livrée entre 1923 et 1926. Numérotées E 4001 à 4050 au Midi, elles deviennent les BB 4500 à la création de la SNCF, puis sont déclassées comme machines de manœuvre sous les numéros BB 1601 à 1650 dans les années 1950. Les derniers exempaires sont radiés des inventaires de la SNCF en 1984.
Des éléments de la BB 1501 et de la BB 1632 sont assemblés pour reconstituer une locomotive exposée sous l'immatriculation Midi d'origine « E 4002 » à la Cité du train à Mulhouse, cette locomotive ayant remorqué, le 30 octobre 1922 entre Pau et Lourdes, le train inaugural de la traction électrique sous courant continu 1,5 kV en France.

## Genèse de la série
La compagnie du Midi commence à électrifier son réseau en 1912 en courant alternatif à la tension de 12 kV et à la fréquence de 16 ²⁄₃ Hz. Pour se conformer à la décision ministérielle de 1920, elle poursuit l'électrification, mais en courant continu à la tension de 1,5 kV. Pour assurer la traction des trains, elle commande deux groupes de locomotives : d'une part les E 3100 et E 4800 pour les rames rapides de voitures voyageurs et d'autre part des BB qui doivent assurer le service mixte marchandises/express et omnibus voyageurs.

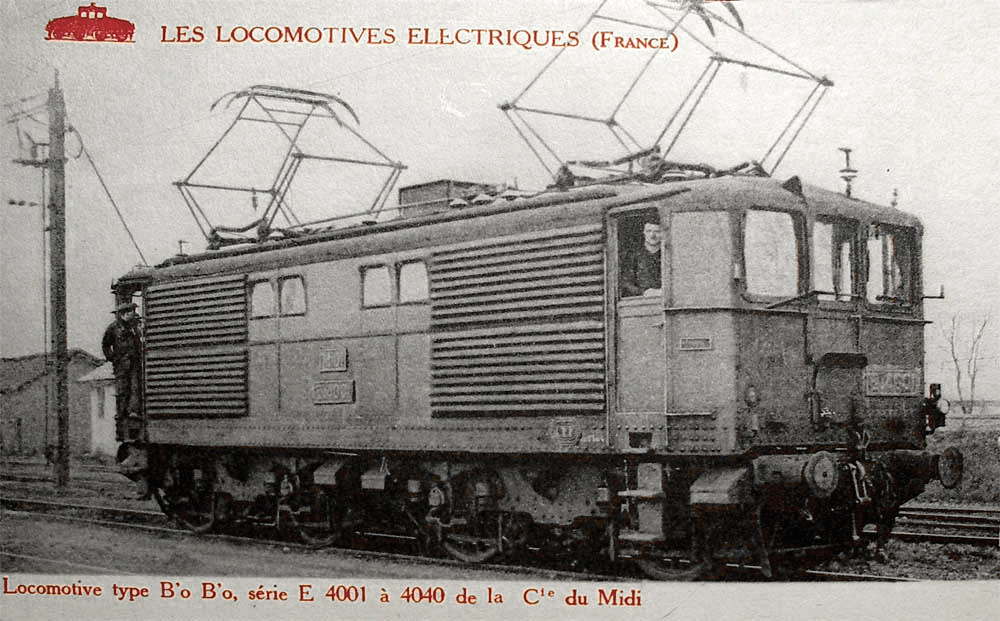
E 4001, tête de série des BB 1500.

Les BB Midi sont inspirées des locomotives mises en service dès 1915 et avec succès sur le LNER britannique et utilisent les mêmes équipements électriques fabriqués par Dick Kerr. Une première tranche représentant 50 unités, sans prototypes préalables, est livrée en 1923 : les E 4001 à 4020 (adaptées aux trains de marchandises) et E 4501 à 4530 (adaptées aux rames de voyageurs). Dans un second temps, les E 4001 à 4020, modifiées pour assurer le trafic voyageurs, sont renumérotées E 4031 à 4050 puis toutes les locomotives reçoivent l'immatriculation de BB 4500 et enfin BB 1600 à la SNCF.
La tranche des numéros E 4000, se trouvant libre, est réattribuée à un nouveau contingent de quarante locomotives marchandises, voisines des précédentes et livrées de 1926 à 1928. Ce sont les futures BB 1500.

## Description

### Caractéristiques générales

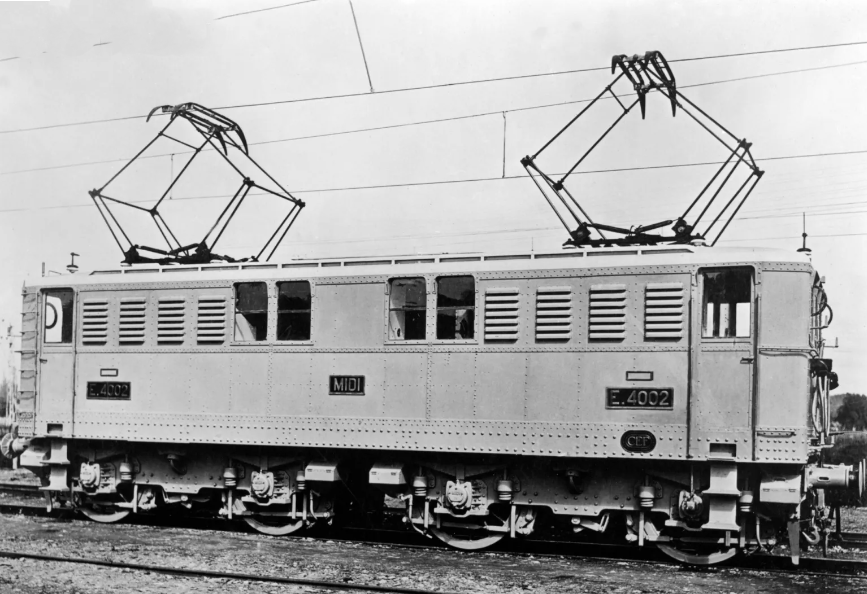
E 4002 à sa sortie d'usine avant finitions.

L'architecture générale des BB 1600 reste la même, à quelques détails et aux dimensions près, pour l'ensemble des autres BB Midi.
La locomotive est constituée d'une caisse en tôle profilée et rivetée, fixée sur le châssis qui repose sur les bogies.
La caisse se compose de deux cabines de conduite encadrant un compartiment où les appareillages sont disposés de part et d'autre d'un couloir médian. Sa toiture supporte les deux pantographes. Les cabines sont munies de quatre portes ; deux donnent sur les faces latérales, une troisième permet d'accéder au compartiment d'appareillage et la quatrième, rarement utilisée dans la pratique, est une porte frontale d'intercirculation.
Le bogies, à deux essieux et un moteur par essieu, comportent des roues d'un diamètre de 1,40 m. Les dispositifs de tamponnement et d'attelage sont fixés sur les traverses des bogies, et non sur la caisse et les bogies sont attelés entre eux : de ce fait, le châssis et la caisse ne participent que partiellement à l'effort de traction et leur structure peut être allégée.

### Spécificités des BB 1600

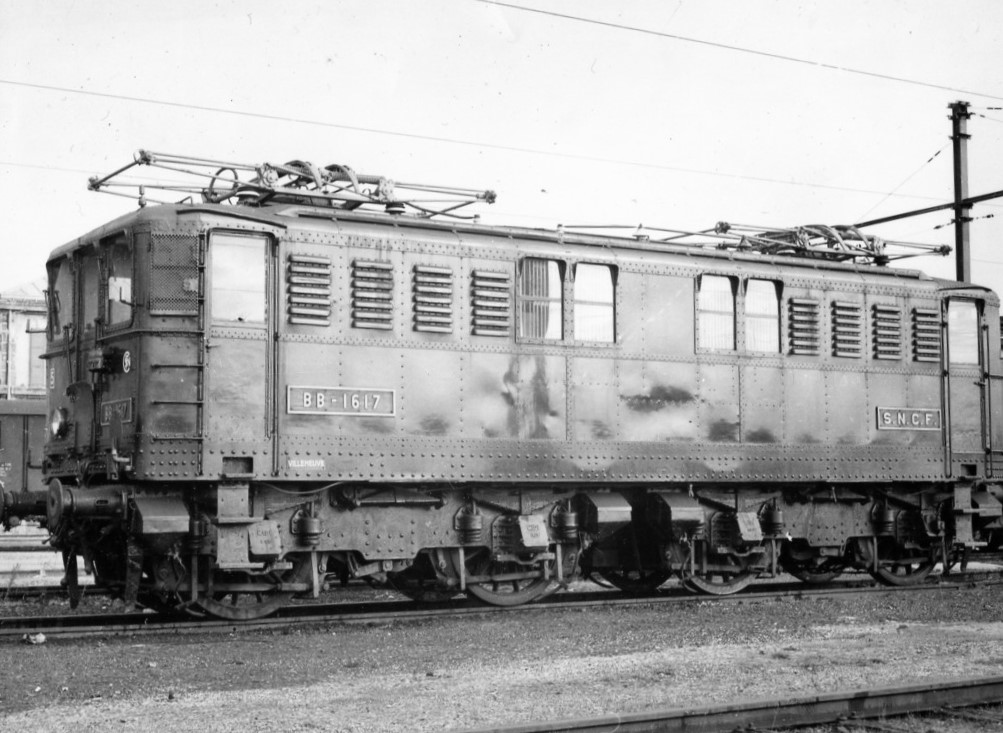
BB 1617 à Montereau en 1954.

Les locomotives mesurent 10,850 m de long pour une masse de 75 t. Elles sont équipées de quatre moteurs Dick Kerr DK 80 leur conférant une puissance continue de 735 kW. Comme elles doivent circuler sur des lignes accidentées de montagne, il est jugé opportun de les doter du freinage par récupération qui permet de renvoyer de l'électricité vers la caténaire, notamment pendant les descentes mais ce dispositif est inopérant lorsque la tension en ligne est trop faible. Les engins sont aptes à la marche en unités multiples.
Outre ces caractéristiques communes, les deux groupes de locomotives ne diffèrent que par leur transmission, adaptée à l'usage auquel les engins sont destinés.
Les E 4001 à 4020, à l'origine dévolues au trains de marchandises, possèdent un train d'engrenages avec un rapport de 5,066 et leur vitesse est limitée à 60 km/h. Elles sont toutefois rapidement modifiées et portées au standard des suivantes.
Les E 4501 à 4530, réservées à la traction des rames de voyageurs, possèdent un train d'engrenages avec un rapport de 3,136 qui les autorise à rouler à 90 km/h.

## Carrière

### Machines de ligne
Aucun prototype n'étant construit avant les machines de série et les appareillages électriques étant parfois déficients, la mise au point est longue et laborieuse,.
Les E 4000 sont destinées, lors de leur mise en service, à remorquer des trains de marchandises et les E 4500 à tracter des voitures de voyageurs. Cette tranche de locomotives est livrée entre février 1923 (E 4002) et 1926. La compagnie du Midi constatant le manque de disponibilité des locomotives de vitesse et devant faire face à un trafic croissant dans ce domaine, décide de modifier les E 4000 pour les adapter aux trains de voyageurs, comme les E 4501 à 4530 ; elle les renumérote en outre à la suite des précédentes, ce qui aboutit à une série homogène de cinquante locomotives (E 4501 à 4550) renumérotées BB 4500 en 1937, lors de la création de la SNCF.

### Locomotives de manœuvre

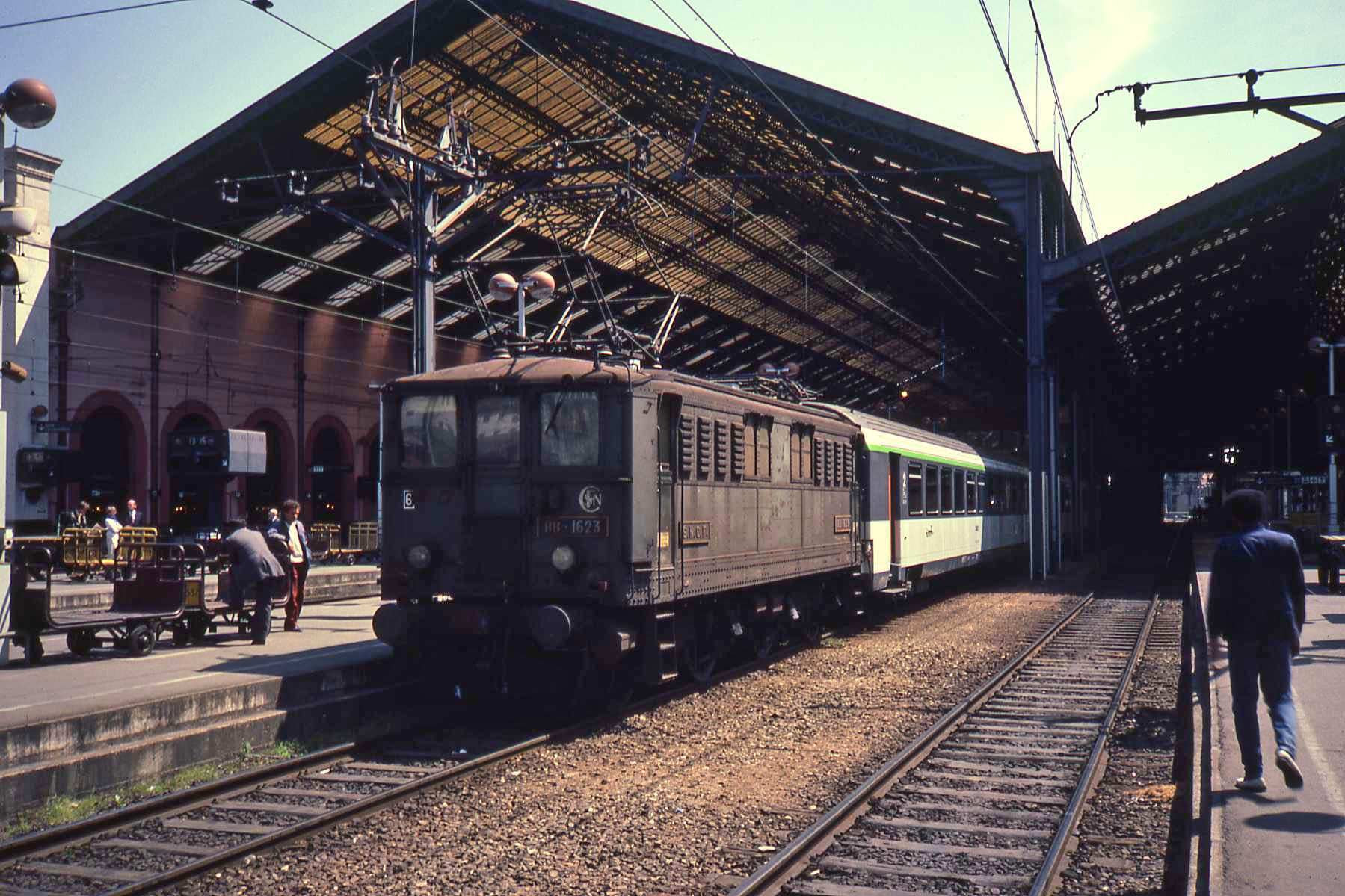
La BB 1623 manœuvre un rame de voyageurs en gare de Lyon-Perrache en 1984.

Après la Seconde Guerre mondiale, les BB 4500 sont largement surclassées par d'autres séries de locomotives pour les prestations en ligne. Elles sont modifiées pour assurer les manœuvres dans les gares et les triages et sont ré-immatriculées dans la série des BB 1600. Les modifications, effectuées entre 1953 et 1957 aux ateliers d'Oullins, portent sur le rapport d'engrenages de la transmission, ce qui ramène leur vitesse limite à 50 km/h ; le câblage est entièrement refait, les appareillages électriques modifiés ou remplacés, le pupitre de conduite réaménagé. Les moteurs, par contre, ne sont pas changés. Dès lors, avec une masse portée à 76 t, elles sont exclusivement affectées aux manœuvres et aux « remontes » de rames voyageurs.
En 1962, elles sont présentes dans les dépôts de Béziers, Juvisy, Lyon-Mouche, Montrouge, Narbonne, Paris-Lyon, Paris-Sud-Ouest, Toulouse et Villeneuve. En 1980, on les trouve à Avignon, Béziers, Chambéry, Dijon, Lyon-Mouche et Villeneuve. Les radiations débutent en 1979 et la série disparaît des inventaires de la SNCF en 1984. À Paris-Lyon, l'arrivée des TGV en 1981 limite le nombre de rames classiques à manœuvrer ou à remonter ; ailleurs, les BB 1600 sont concurrencées par les BB 4200 plus puissantes ou les CC 1100 plus adaptées. La BB 1650 a parcouru plus de 2,6 millons de km (près de 4 000 km par mois), prestation modeste au bout d'un peu moins de 56 années d'activité.

## Préservation

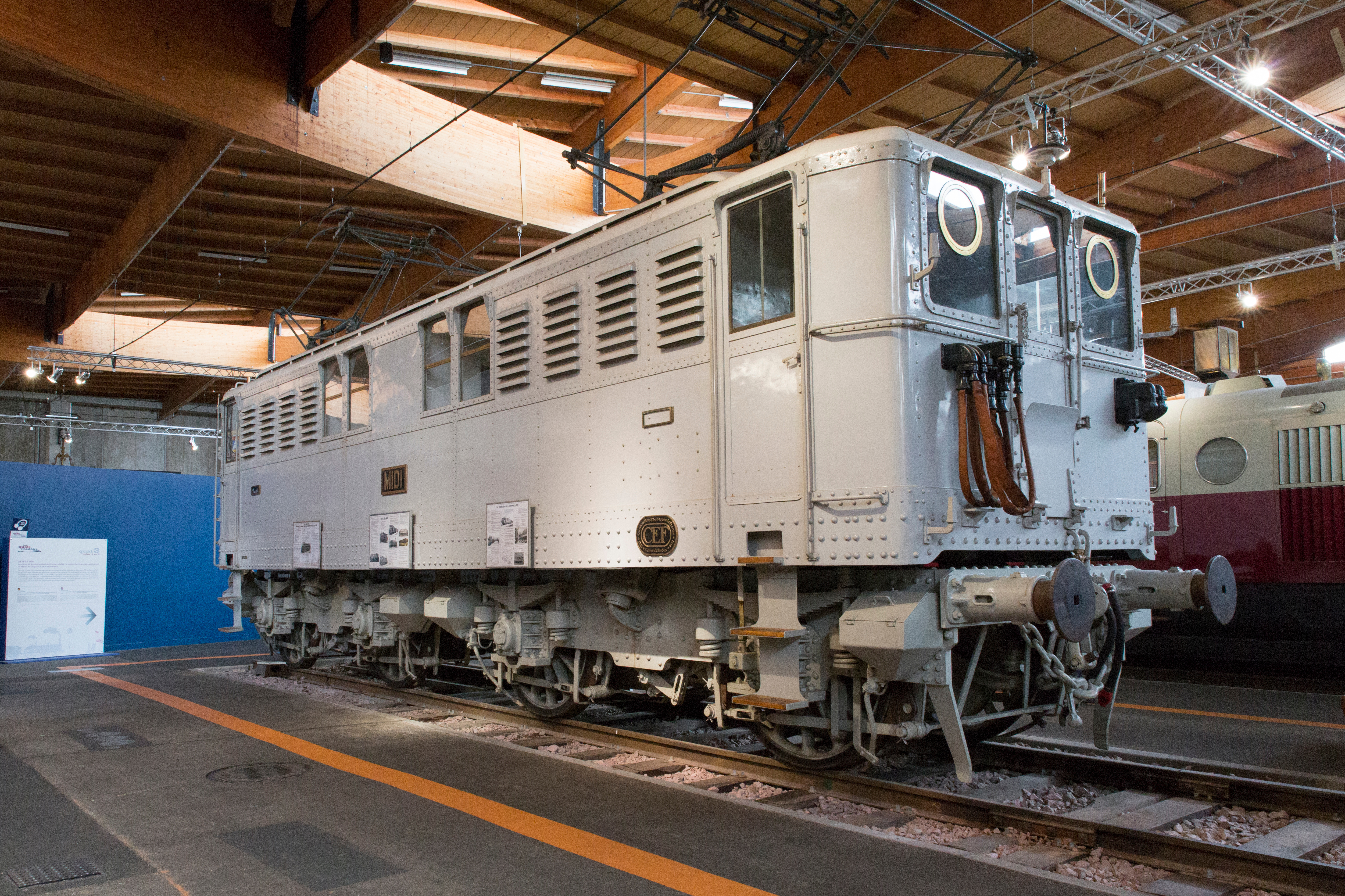
E 4002 à la Cité du train.

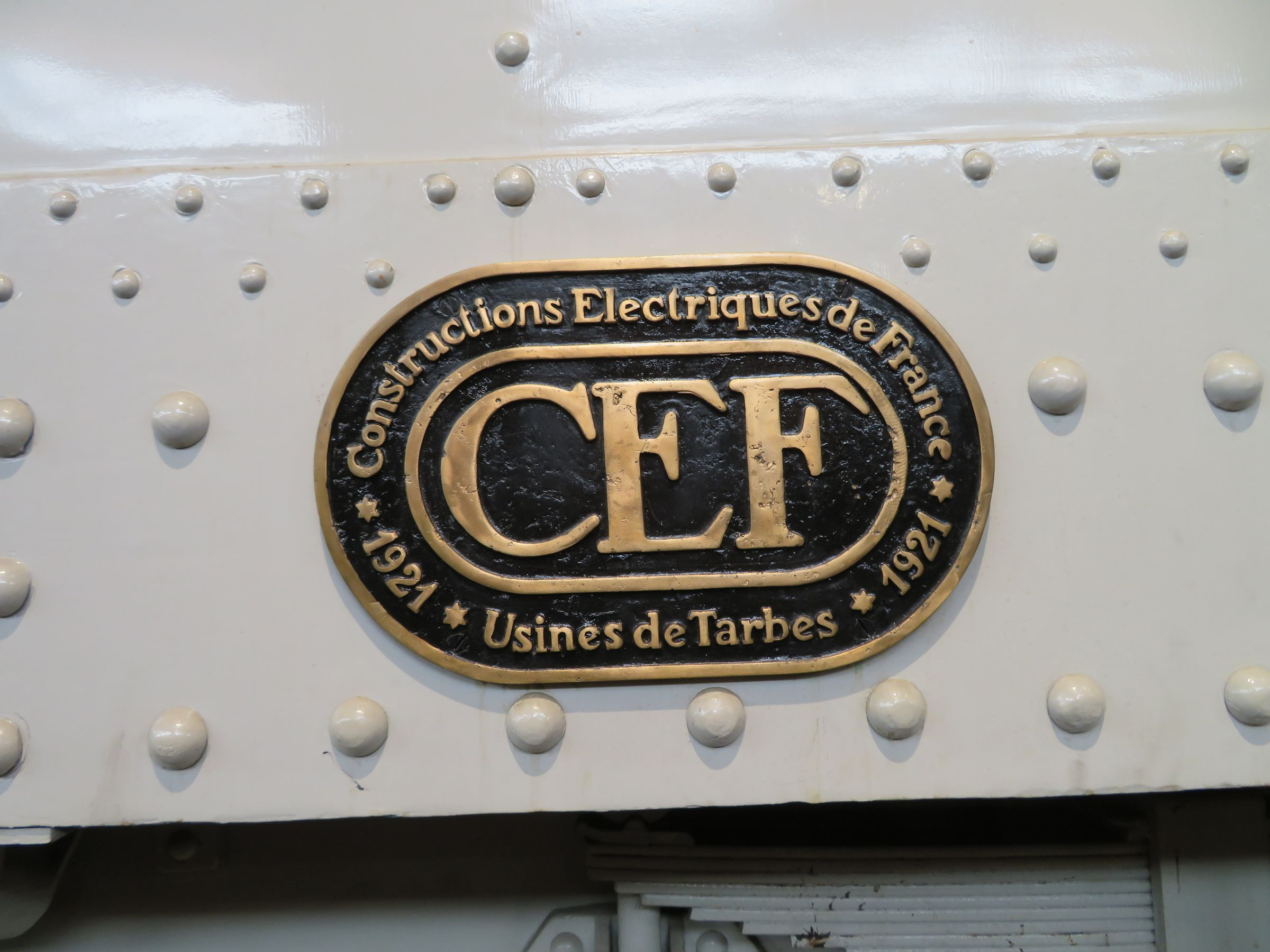
Plaque des CEF sur la E 4002.

La BB 1632, préservée à la Cité du train de Mulhouse en livrée gris pâle et sous son probable numéro d'origine Midi E 4002, est en fait constituée de l'ancienne BB 1501 en meilleur état général (caisse, bogies, faces frontales et toiture), sur laquelle sont rapportées les faces latérales de la 1632 ; l'appareillage intérieur est incomplet.
C'est la E 4002, dans la même livrée d'apprêt, qui remorque le train inaugural entre Pau et Lourdes, le 30 octobre 1922 ; il s'agit de la première circulation d'une locomotive à courant continu 1,5 kV en France. La machine n'est pas encore officiellement livrée ni même complètement terminée — elle n'a en tout cas pas encore reçu sa décoration définitive —, mais le constructeur l'a prêtée à la compagnie du Midi pour cette occasion.

## Modélisme
Les BB 1600 ont été reproduites à l'échelle HO en 2009 par le fabricant Electrotren.